# Sala Sporturilor László Papp din Budapesta
Sala Sporturilor László Papp (în maghiară Papp László Budapest Sportaréna) este o arenă acoperită multifuncțională din Budapesta, cea mai mare de acest fel din Ungaria. Arena poate găzdui până la 12.500 de persoane în timpul unor concerte, 11.390 la galele de box și 9.479 la meciurile de hochei pe gheață. Poartă numele multiplului campion olimpic László Papp (1926-2003).

## Istoric

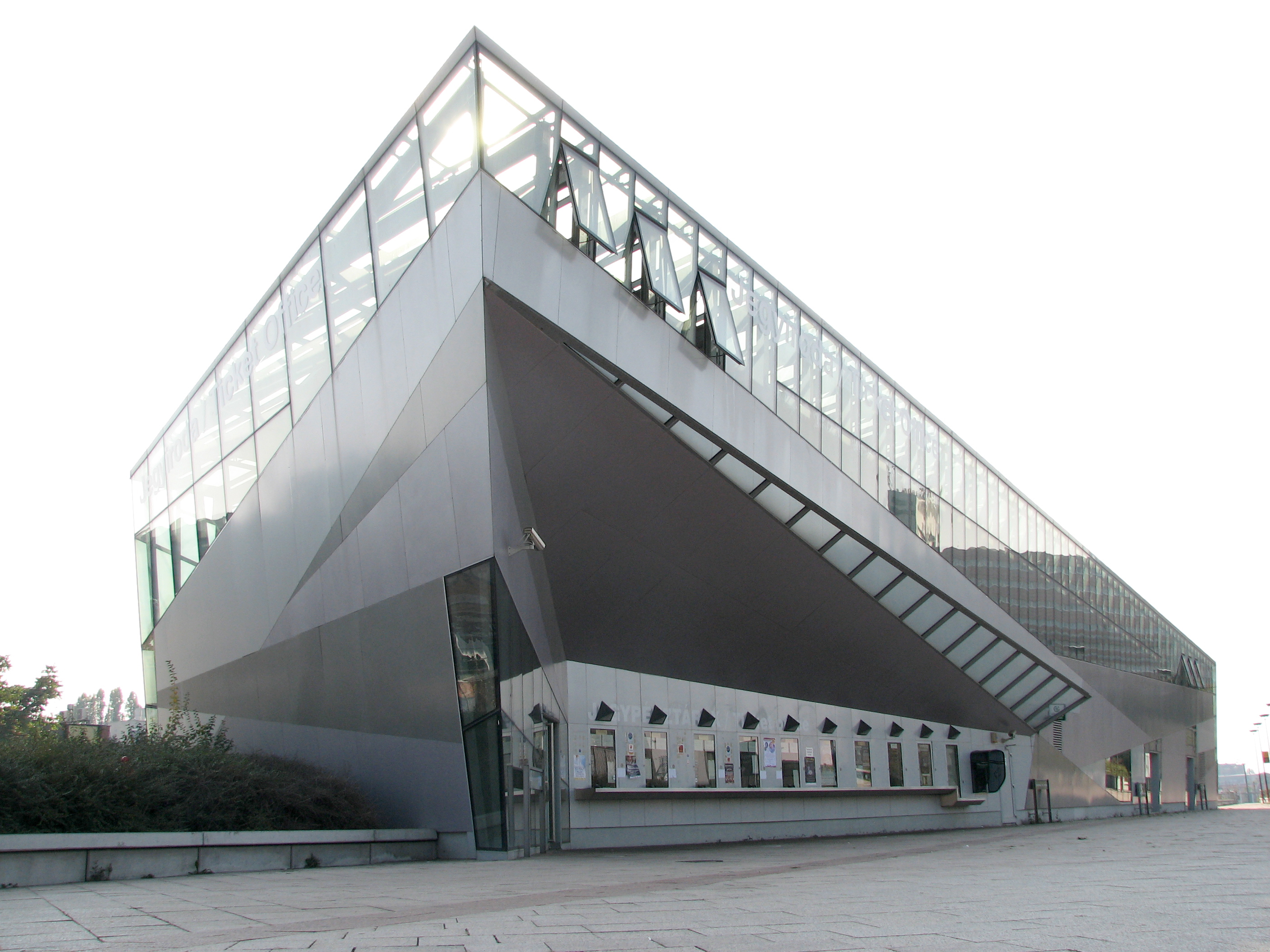
Casa de bilete a sălii

Construcția noii arene a început pe 30 iunie 2001, după ce vechea sală Budapest Sportcsarnok, construită în 1982, a ars din temelie pe 15 decembrie 1999. Sala de sport a fost terminantă într-un an și jumătate, iar ceremonia de deschidere a avut loc pe 13 martie 2003, în prezența Ministrului Sporturilor Jánosi György. În aceeași zi, cele mai importante nume ale muzicii populare din Ungaria au întreținut audiența. Pe 14 martie 2003 a avut loc o grandioasă gală de deschidere, care s-a încheiat cu interpretarea Simfoniei nr. 9 de Beethoven, simbolizând și aderarea Ungariei la Uniunea Europeană. Din 28 mai 2004 sala poartă numele pugilistului László Papp și este cunoscută oficial ca Sala Sporturilor László Papp din Budapesta..
Clădirea cântărește în total 200.000 de tone, aproximativ cât Podul Elisabeta și Podul Libertății împreună, și conține 50.000 de tone de beton, 2.300 tone de armături din oțel, mai mult de 11.000.000 de bolțuri și câțiva kilometri de cabluri.
Clădirea multifuncțională este capabilă să găzduiască aproape toate tipurile de evenimente sportive, cum ar fi jocurile cu balonul, competițiile de gimnastică, meciurile de hochei și întrecerile de atletism, ba chiar și competiții din sporturi considerate extreme, precum motocros, jet-ski sau surfing.
Arena deține și un loc de frunte în industria de divertisment, fiind în mod regulat gazda celor mai importante personalități ale industriei muzicale, a unor spectacole de dans, opere, drame, spectacole de circ, muzicaluri și alte evenimente deosebite.
Primul eveniment internațional major care s-a desfășurat în sală a fost Campionatul Mondial de Hochei IIHF din 2003. Anul următor, Campionatul Mondial de Atletism în sală din 2004 a fost organizat în Arena László Papp între 5 și 7 martie, urmat de fazele superioare și meciurile de plasament ale Campionatului European de Handbal Feminin, în decembrie. Un an mai târziu, Sala Sporturilor din Budapesta a găzduit Campionatul Mondial de Lupte din 2005.
În 2007, Federația Ungară de Hochei și-a celebrat a 80-a aniversare printr-un meci amical împotriva campioanei olimpice și mondiale Suedia, meci jucat în Sala Sporturilor. După o luptă strânsă și foarte disputată, Ungaria triumfat cu 2–1 în prelungiri, spre deliciul celor 8.000 de spectatori.
Începând din 2008, în sală are loc în fiecare an Tennis Classics, un turneu demonstrativ de tenis cu participarea unor foști și actuali mari jucători. De-a lungul timpului, în Sala Sporturilor László Papp din Budapesta au fost prezenți tenismeni consacrați precum Stefan Edberg, Mats Wilander, Ivan Lendl sau Thomas Muster, și staruri în devenire ca Robin Söderling sau Tomáš Berdych. În plus, exceptând sala Főnix Hall din Debrețin, Sala Sporturilor din Budapesta a fost singura gazdă a Campionatului de Fotbal în Sală 2010, organizat de UEFA.
Între 17 și 23 aprilie 2011, arena a fost gazda Campionatului Mondial de Hochei IIHF 2011, Divizia I. Evenimentul s-a bucurat de o atenție deosebită din partea fanilor de-a lungul întregii săptămâni, iar numărul de 8700 de spectatori care au asistat la meciul decisiv dintre Ungaria și Italia a fost aproape egal cu cel al spectatorilor prezenți la finala desfășurată o săptămână mai târziu, la Bratislava, în Slovacia.
Ca urmare a deciziei Comitetului Executiv al Federației Europene de Handbal, drepturile de organizare a Campionatului European de Handbal Feminin din 2014 au fost acordate Croației și Ungariei. Sala Sporturilor din Budapesta este programată să găzduiască fazele decisive ale competiției, inclusiv semifinalele, meciul pentru medalia de bronz și finala.
Tot în 2014, în cadrul Ligii Campionilor EHF Feminin 2013-2014, sala din Budapesta va găzdui prima ediție organizată vreodată a formatului final cu patru echipe, fază superioară care se desfășura până acum doar în cadrul competiției similare masculine. 

## Sistemul antiincendiu
Clădirea este protejată de câteva sisteme de siguranță antiincendiu. Unul dintre acestea este sistemul de alarmare, care avertizează în mai puțin de trei secunde în cazul unui incendiu. Sala Sporturilor din Budapesta este de asemenea echipată cu un sistem de hidranți care, în caz de nevoie, poate fi folosit din peste 60 de locuri din clădire. Fiecare punct din sală poate fi atins cu ajutorul unui furtun conectat la un hidrant. În mod unic în Ungaria, clădirea mai este dotată și cu trei tunuri de apă cu debit mare. Toate trei sunt poziționate în tribune, protejând zona care a cauzat distrugerea predecesoarei sălii. Arena are și numeroase uși de siguranță care se blochează automat în caz de incendiu, prevenind răspândirea focului.

## Evenimente muzicale

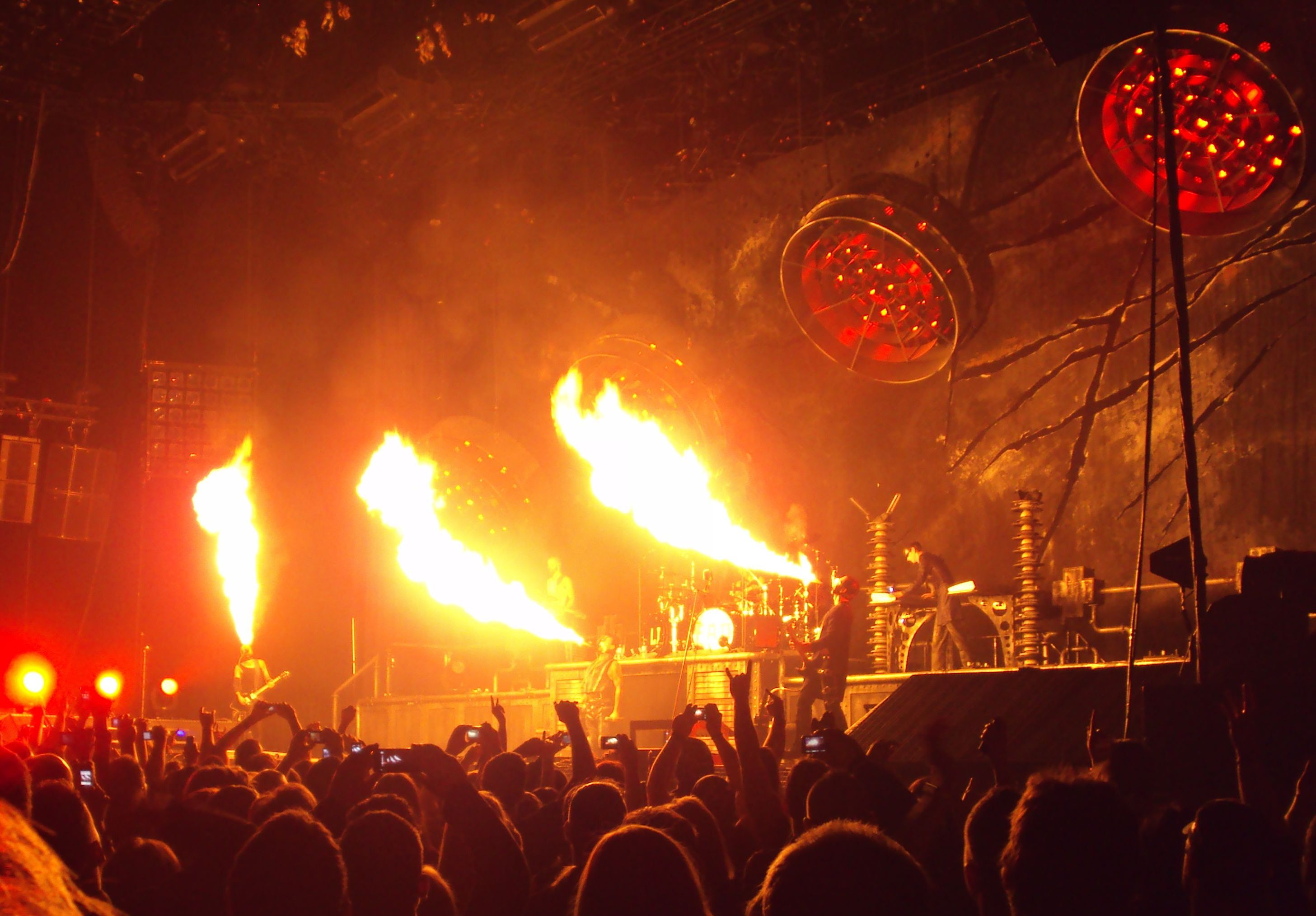
Rammstein cântând „Feuer Frei!” pe 16 martie 2010,
în Sala Sporturilor László Papp din Budapesta.

De-a lungul timpului, sala a găzduit numeroase concerte ale unor artiști importanți din diverse genuri muzicale.

### 2018
- Metallica - 5 aprilie 2018

### 2017
- Andrea Bocelli - 25 noiembrie 2017
- Foo Fighters - 26 iunie 2017
- Green Day - 18 iunie 2017
- André Rieu - 16 iunie 2017
- Hans Zimmer - 1 iunie 2017
- Bruno Mars - 30 mai 2017
- Cirque du Soleil - Varekai - 12-14 mai 2017
- Mireille Mathieu - 17 martie 2017
- José Carreras - 20 ianuarie 2017

### 2016
- Gloria Gaynor - 29 decembrie 2016
- Eros Ramazzotti - 12 decembrie 2016
- Placebo - 11 noiembrie 2016
- Jean Michel Jarre - 10 noiembrie 2016
- Ian Gillan - 8 noiembrie 2016
- The Cure - 27 octombrie 2016
- Neoton Família - 22 octombrie 2016
- Bryan Adams - 9 octombrie 2016
- Nickelback - 16 septembrie 2016
- Red Hot Chili Peppers - 1 septembrie 2016
- Anastacia - 22 iunie 2016
- Black Sabbath - 1 iunie 2016
- André Rieu - 19 mai 2016
- Hans Zimmer - 11 mai 2016
- Lara Fabian - 26 aprilie 2016
- Scorpions - 29 februarie 2016
- Ennio Morricone - 17 ianuarie 2016

### 2015
- Nightwish - 12 decembrie 2015
- Andrea Bocelli - 23 noiembrie 2015
- Slash - 18 noiembrie 2015
- Lord of the Dance - 22-23 octombrie 2015
- André Rieu - 20 mai 2015
- Roxette - 19 mai 2015
- Cirque du Soleil - Quidam - 13-15 februarie 2015
- Slipknot - 5 februarie 2015

### 2014
- André Rieu - 31 mai 2014
- Deep Purple - 17 februarie 2014
- Ennio Morricone - 15 februarie 2014

### 2013
- Andrea Bocelli - 9 noiembrie 2013
- Nickelback - 8 noiembrie 2013
- Bruno Mars - 7 noiembrie 2013
- Mark Knopfler - 22 iunie 2013
- Eros Ramazzotti - 8 mai 2013
- Vaya Con Dios - 6 aprilie 2013
- Yanni - 28 martie 2013
- Slash - 7 februarie 2013
- Cirque du Soleil - Michael Jackson: The Immortal World Tour - 5-6 februarie 2013

### 2012
- Muse - 20 noiembrie 2012
- Dead Can Dance - 17 octombrie 2012
- Bryan Adams - 19 iulie 2012
- Duran Duran - 28 iunie 2012
- Julio Iglesias - 27 iunie 2012
- Cirque du Soleil - Alegría - 17-20 mai 2012
- André Rieu - 5 mai 2012
- Nightwish - 29 aprilie 2012
- The Prodigy - 28 aprilie 2012
- Loreena McKennitt - 27 martie 2012
- Dream Theater - 17 februarie 2012

### 2011
- Rihanna - Loud Tour - 8 decembrie 2011
- Sade - 23 noiembrie 2011
- Rammstein - 10 noiembrie 2011
- Britney Spears - 30 septembrie 2011
- Santana - 5 iulie 2011
- Sting - 30 iunie 2011
- Roger Waters - 22 iunie 2011
- Scorpions - 6 iunie 2011
- Roxette - 1 iunie 2011
- Shakira - The Sun Comes Out World Tour - 5 mai 2011
- Slayer-Megadeth - 8 aprilie 2011
- Faithless - 21 martie 2011

### 2010
- Cirque du Soleil - Saltimbanco - -12 decembrie 2010
- Lady Gaga - The Monster Ball Tour - 7 noiembrie 2010
- Sting - 6 noiembrie 2010
- Ozzy Osbourne - Scream World Tour - 4 octombrie 2010
- Katy Perry - 1 octombrie 2010
- Placebo - 15 septembrie 2010
- Jean Michel Jarre - In-doors Tour 2010
- Kiss - 28 mai 2010
- Rammstein - 16 martie 2010
- Depeche Mode 11 ianuarie 2010

### 2009
- Tom Jones - 24 hours Tour - 11 noiembrie 2009
- ZZ Top - Double Down Live Tour - 15 octombrie 2009
- Dream Theater - Black Clouds and Silver Linings Tour - 1 iulie 2009
- Beyoncé - I Am... Tour - 29 aprilie 2009
- Pink - Funhouse Tour - 24 martie 2009
- AC/DC - Black Ice World Tour - 23 martie 2009

### 2008
- Jean Michel Jarre - Oxygene 30th Anniversary Tour - 12 noiembrie 2008
- Queen + Paul Rodgers - Rock the Cosmos Tour - 28 octombrie 2008
- James Blunt - 25 octombrie 2008
- Coldplay - 23 septembrie 2008
- Snoop Dogg - 10 septembrie 2008
- Kylie Minogue - Kylie X Tour 2008 - 15 mai 2008
- Mark Knopfler - 12 mai 2008
- Cirque du Soleil - Delirium - 29 februarie-1 martie 2008

### 2007
- Cirque du Soleil - Delirium - 30-31 octombrie 2007
- Gwen Stefani - 17 octombrie 2007
- Muse - 10 octombrie 2007
- Black Eyed Peas - 16 septembrie 2007
- Roger Waters - 14 aprilie 2007
- Shakira - Oral Fixation Tour - 5 martie 2007
- Rock Aréna - 2-3 februarie 2007

### 2006
- Aida - 29 noiembrie 2006
- Bryan Adams - 21 noiembrie 2006
- Eric Clapton - 18 iulie 2006
- Sting - 20 iunie 2006
- 50 Cent - 19 iunie 2006
- Ricky Martin - 24 mai 2006
- Guns N' Roses - 31 mai 2006
- Il Divo - 23 mai 2006
- Eros Ramazzotti - 22 aprilie 2006
- Liza Minnelli - 10 aprilie 2006
- Depeche Mode - 21 martie 2006
- Chris Rea - 5 martie 2006
- Deep Purple - 26 februarie 2006

### 2005
- Simply Red - 4 decembrie 2005
- Tiesto - 12 noiembrie 2005
- Phil Collins - 26 octombrie 2005
- Black Eyed Peas - 22 septembrie 2005
- Marilyn Manson - 23 august 2005
- Green Day - 9 iunie 2005
- Duran Duran - 8 iunie 2005
- Avril Lavigne - 5 iunie 2005
- Joe Cocker - 24 mai 2005
- Mark Knopfler - 4 mai 2005
- Queen - 23 aprilie 2005
- Seal - 17 aprilie 2005
- Rammstein - 27 februarie 2005
- Andrea Bocelli - 26 februarie 2005
- Anastacia - 17 februarie 2005
- R.E.M. - 22 ianuarie 2005

### 2004
- Diana Krall - 9 decembrie 2004
- David Copperfield - 4-5 decembrie 2004
- Sarah Brightman - 8 septembrie 2004
- Santana - 21 iulie 2004
- Cher - 2 iunie 2004
- Kraftwerk - 25 mai 2004
- Britney Spears - 23 mai 2004
- Peter Gabriel - 15 mai 2004
- Ennio Morricone - 25 aprilie 2004
- Pink - Try This Tour - 5 aprilie 2004
- Buena Vista Social Club - 3 aprilie 2004
- Limp Bizkit - 23 martie 2004

### 2003
- Hot Funky Night (Kool and the Gang) - 28 decembrie 2003
- Deep Purple - 18 noiembrie 2003
- Robbie Williams - 3 noiembrie 2003
- Bob Dylan - 24 octombrie 2003
- Eros Ramazzotti - 16 octombrie 2003
- Dave Gahan - 23 iunie 2003
- Yes - 18 iunie 2003
- Harlem Globetrotters - 4 iunie 2003
- Paul McCartney - 15 mai 2003
- Bryan Adams - 23 aprilie 2003